# BlackSite: Area 51
BlackSite: Area 51 és un videojoc i la continuació de Area 51.
El videojoc fou llançat per PlayStation 3, Windows i Xbox360 a l'estiu del 2007. Fou desenvolupat per Midway Austin i publicat per Midway Games que va ser el desenvolupador i publicador del videojoc, Area 51. Va ser llançat una demo del videojoc a través del Xbox Live Marketplace l'11 de maig de 2007.

## Argument
El videojoc es desenvolupa en una base militar d'alt nivell tecnològic secreta a Nevada. En tot un poble petit americà hi abunden extraterrestres. El govern està totalment desesperat en intentar acabar amb aquest problema. Tot depèn de les accions que faci en Aeran Pierce, un agent operatiu de les Forces Especials en un dels moments més explosius de la història americana.